# Tchéky Karyo

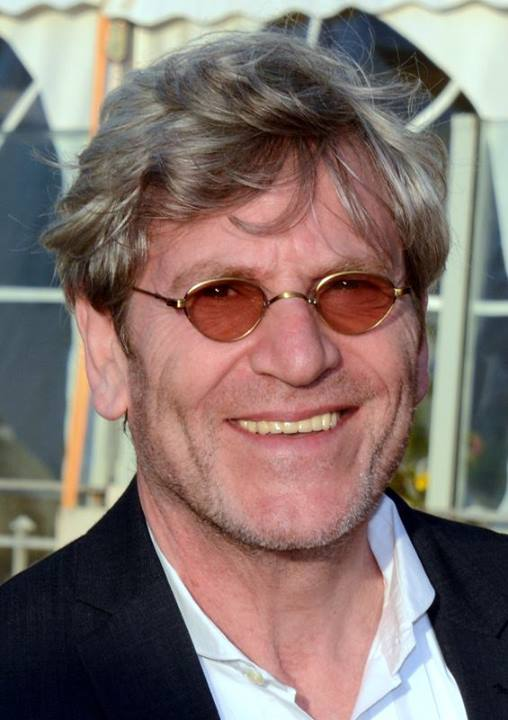
Tchéky Karyo (2013)

Tchéky Karyo (* 4. Oktober 1953 in Istanbul, Türkei; eigentlich Baruch Djaki Karyo) ist ein türkisch-französischer Schauspieler.

## Leben

### Karriere

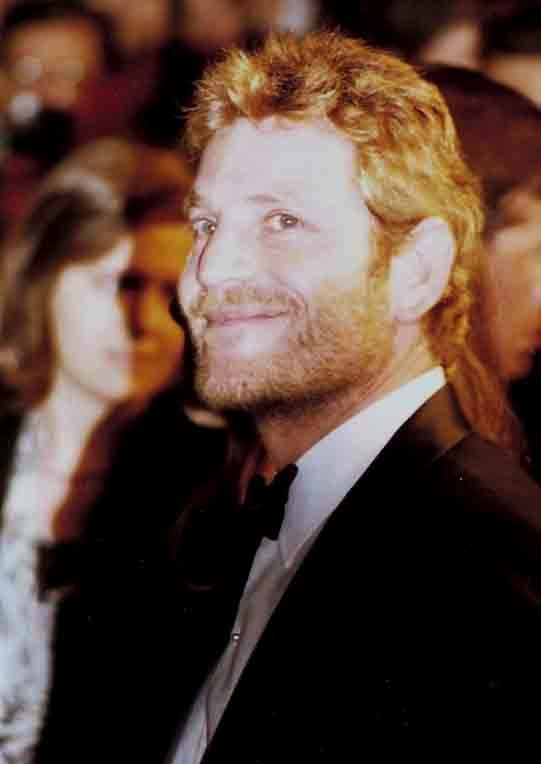
Karyo (1992)

Tchéky Karyo studierte Schauspiel am Théâtre Cyrano und wurde Mitglied bei der Compagnie Daniel Sorano. Von dort aus wechselte er an das Nationaltheater Straßburg, wo er begann, Aikidō zu erlernen. Karyo spielte seit 1982 in über 80 Filmen, meist in französischen Produktionen mit. Ihm gelang aber auch der Sprung nach Hollywood, wo er größere Nebenrollen übernahm.
Im Jahr 1983 war Karyo bei der Verleihung des Filmpreises César für La Balance – Der Verrat (La Balance) als Bester Nachwuchsdarsteller nominiert. 1986 erhielt er den Jean-Gabin-Preis. 1990 wurde er beim Mystfest für Corps perdus – Verlorene Körper und Luc Bessons Nikita als bester Schauspieler ausgezeichnet. Seine Rolle in Nikita als Ausbilder der von Anne Parillaud dargestellten Titelfigur machte Karyo international bekannt.

### Privates
Tchéky Karyo wuchs als Sohn jüdischer Eltern in Paris auf.
Im Jahr 1995 heiratete er Isabelle Pasco. Aus der Ehe ging eine Tochter hervor. Karyo ist heute in zweiter Ehe mit Valérie Kéruzoré verheiratet. Sie haben eine gemeinsame Tochter.

## Filmografie (Auswahl)
- 1982: La Balance – Der Verrat (La balance)
- 1983: Der Außenseiter (Le marginal)
- 1984: Vollmondnächte (Les nuits de la pleine)
- 1985: Liebe und Gewalt (L’amour braque)
- 1986: L’unique
- 1988: Der Bär (L’ours)
- 1989: Sehnsucht nach Australien (Australia)
- 1990: Corps perdus – Verlorene Körper (Corps perdus)
- 1990: Nikita
- 1991: Exposure – Die hohe Kunst des Tötens (Exposure)
- 1992: 1492 – Die Eroberung des Paradieses (1492: Conquest of Paradise)
- 1992: Colors of Crime (Sketch artist)
- 1994: Nostradamus
- 1994: Engel in Schwarz (L’ange noir)
- 1995: Crying Freeman – Der Sohn des Drachen (Crying Freeman)
- 1995: James Bond 007 – GoldenEye (GoldenEye)
- 1995: Bad Boys – Harte Jungs (Bad Boys)
- 1997: Es lebt! (Habitat)
- 1997: Dobermann
- 1997: In Sachen Liebe (Addicted To Love)
- 1998: Que la lumière soit!
- 1999: Wing Commander
- 1999: Johanna von Orleans (The Messenger: The Story of Joan of Arc)
- 2000: Der König tanzt (Le roi danse)
- 2000: Grasgeflüster (Saving Grace)
- 2000: Arabian Nights – Abenteuer aus 1001 Nacht (Arabian Nights)
- 2000: Der Patriot (The Patriot)
- 2001: Kiss of the Dragon
- 2002: CinéMagique
- 2002: Der Dieb von Monte Carlo (The Good Thief)
- 2003: The Core – Der innere Kern (The Core)
- 2004: Blueberry und der Fluch der Dämonen (Blueberry)
- 2004: Taking Lives – Für Dein Leben würde er töten (Taking Lives)
- 2004: Mathilde – Eine große Liebe (Un long dimanche de fiançailles)
- 2005: Die drei Musketiere (D’Artagnan et les trois mousquetaires)
- 2006: Flyboys – Helden der Lüfte (Flyboys)
- 2007: Das Haus der Lerchen (La masseria delle allodole)
- 2008: 2 Romeos für Julia – Alte Liebe rostet nicht (A Previous Engagement)
- 2008: Ein Mann und sein Hund (Un homme et son chien)
- 2010: Dein Weg (The Way)
- 2011: A Gang Story – Eine Frage der Ehre (Les Lyonnais)
- 2012: Requiem for a Killer
- 2013: Jappeloup – Eine Legende (Jappeloup)
- 2013: Belle & Sebastian (Belle et Sébastien)
- 2014: De guerre lasse
- 2014–2016: The Missing (Fernsehserie, 16 Folgen)
- 2015: Die Räuber (Les brigands)
- 2015: La résistance de l’air
- 2015: Sebastian und die Feuerretter (Belle et Sébastien, l’aventure continue)
- 2017: Belle & Sebastian – Freunde fürs Leben (Belle et Sébastien 3, le dernier chapitre)
- 2019: Der Name der Rose (The Name of the Rose, Fernsehserie, 4 Folgen)
- 2019–2021: Baptiste (Fernsehserie, 12 Folgen)
- 2020: ZeroZeroZero (Fernsehserie, 3 Folgen)
- 2021: Mystère: Victorias geheimnisvoller Freund (Mystère)
- 2023: Boat Story (Serie)
- 2024: The Killer